# Thierry Auriac
Pour les articles homonymes, voir Auriac.
Thierry Auriac,  né le 28 mars 1964 à Aubervilliers (Seine), est un arbitre de football français. Il a été nommé arbitre de la fédération en 1991. 
Il a été désigné arbitre de la finale de la Coupe de France 2009 entre le Stade Rennais et l'EA Guingamp.
| Saison    | Compétitions      | Nbre de matchs | Cartons jaunes | Cartons rouges |
| --------- | ----------------- | -------------- | -------------- | -------------- |
| 2006-2007 | Coupe de la Ligue | 1              | 5              | 0              |
| 2006-2007 | Ligue 1           | 19             | 61             | 2              |
| 2006-2007 | Ligue             | 6              | 25             | 0              |
| 2007-2008 | Coupe de la Ligue | 1              | 0              | 0              |
| 2007-2008 | Ligue 1           | 21             | 57             | 4              |
| 2007-2008 | Ligue 2           | 4              | 19             | 0              |